# 안드레이 카르타폴로프
안드레이 발레리예비치 카르타폴로프(러시아어: Андрей Валериевич Картаполов; 1963년 11월 9일 출생)는 러시아 육군의 러시아 정치인이자 전직 육군 장교이다. 2018년 7월 30일부터 2021년 10월까지 국방부 차관을 지냈으며, 러시아 연방군 군사정치총국을 이끌었다. 그는 2015년부터 2016년까지, 그리고 2017년부터 2018년까지 서부군관구를 지휘했다. 카르타폴로프는 2015년부터 대장 계급을 유지해왔다. 그는 현재 2021년 9월 19일 선출된 국가두마의 의원이다.

## 전기

### 어린 시절과 학업
안드레이 카르타폴로프는 1963년 11월 9일 동독 바이마르에서 태어났다. 그는 1985년 RSFSR 최고 소비에트 모스크바 고등 연합군 지휘 학교를 졸업하고, 1993년 미하일 프룬제 군사 대학을 졸업했으며, 2007년 러시아 합동군사참모대학교를 졸업했다.

### 군 복무
카르타폴로프는 주동독 소련군, 서부군, 극동군관구에서 소대장에서부터 차량화 소총 사단장까지 승진했다. 2007년부터 2008년까지는 시베리아 군관구에서 군 부사령관을 지냈고, 2008년부터 2009년까지는 모스크바 군관구의 제22근위군 참모장을 지냈다. 2009년부터 2010년까지는 러시아 연방군 총참모부 작전총국의 국장을 지냈다.
2010년 5월부터 2012년 1월까지 카르타폴로프는 북캅카스의 제58군 사령관을 지냈고, 이후 남부군관구 사령관을 지냈다. 2012년 1월부터 2013년 2월까지 그는 남부군관구 부사령관이었다. 2012년 12월 13일, 카르타폴로프는 중장 계급을 받았다. 2013년 2월부터 2014년 6월까지 그는 서부군관구 참모장이었다.
2014년 6월부터 2015년 11월 9일까지 그는 총참모부 작전총국장 겸 총참모부 부사령관을 지냈다. 이 기간 동안 그는 발레리 게라시모프의 측근이었으며 "예상되는 NATO 행동에 대한 선제적이고 비대칭적인 조치"를 강조했다.
2015년 6월 11일, 카르타폴로프는 대장으로 진급했다. 2015년 11월 10일, 카르타폴로프는 서부군관구 사령관으로 임명되었다. 2015년 11월 23일, 그는 세르게이 쇼이구 국방부 장관에 의해 서부군관구 지휘부에 소개되었고, 군관구 사령관 표준을 수여받았다.
2016년 12월 19일부터 2017년 3월까지 카르타폴로프는 시리아 내전 러시아 군사 개입 사령관이었다. 그의 지휘 아래 팔미라 공세 이후인 2017년 3월 2일, 러시아 공군과 러시아 특수 작전 부대가 참여한 작전을 통해 팔미라는 시리아 정부의 통제 하에 두 번째로 돌아왔다. 승리한 그는 다음과 같이 말했다:
| “ | 적이 기동할 능력과 적시에 증원군을 투입할 능력을 박탈한 우리 항공우주군의 행동과 정찰을 수행하고 가장 중요한 목표물을 타격한 러시아 군 특수부대의 행동을 강조하고 싶습니다... 우리는 이전 팔미라 탈환 시 드러났던 모든 특별 요소를 고려하여 많은 시간을 들여 준비했으며, 이는 단기간 내에 최소한의 손실로 임무를 수행할 수 있게 해주었습니다... 가장 중요한 것은 시리아 병사들과 장교들이 자신감을 가졌다는 것입니다. 그들은 잃었던 것을 되찾을 수 있다고 믿었습니다. | ” |

### 공무원 생활
2018년 7월 30일, 러시아 대통령의 법령에 따라 카르타폴로프는 국방부 차관 겸 군사정치총국장으로 임명되었다. 그는 이로써 러시아의 아홉 번째 국방부 차관이 되었고, 같은 날 재창설되어 러시아 연방군 내 군사 애국 교육을 강화하기 위한 GVPU를 이끌게 되었다. 2018년 8월 9일에는 직원들에게 소개되었고, 2018년 8월 31일에는 쇼이구 국방부 장관이 개인 표준기를 수여했다. 군사정치총국 외에도 카르타폴로프는 러시아 국방부 문화부, 시민 청원 처리 국방부 국, 러시아 연방군 군사 문장국에 소속되어 있다.
2019년 11월 18일, 러시아 대통령령 제561호에 따라 카르타폴로프는 러시아 연방 대통령 문장 협의회에 포함되었다.
그는 국방부 위원회 위원이다.
2021년 4월 말, 카르타폴로프는 통합 러시아 당의 예비 선거에 참여 신청을 했다. 그가 당선되면 다가오는 선거에서 모스크바의 정당 명부로 국가두마에 참여할 예정이다.

### 정치 서비스
카르타폴로프는 2021년 9월 19일 제8대 러시아 국가두마 의원으로 선출되었고, 2023년 4월 현재 국방위원회 위원장을 맡고 있다.
2021년 10월 5일, 러시아 대통령령에 따라 카르타폴로프는 군사정치총국장직에서 해임되었고, 국가두마로의 전근과 관련하여 군 복무에서 해방되었다.
2022년 3월 18일, 카르타폴로프는 다른 집단 안보 조약 기구 의회 (PA) 회원들에게 우크라이나 생물 연구소에서 미국의 개입에 대한 러시아의 조사를 알렸다.
2023년 4월 10일, 국방위원회 위원장으로서 카르타폴로프는 곧 시행될 법률 개정안이 모든 전자 군사 소집 명령을 무시하는 것을 불법화할 것이라고 밝혔다. 이 법안이 통과되면 "징병 회피자의 차량 운전, 부동산 매매, 대출 신청, 출국 권한이 제한될 것이다."
2023년 4월 11일, 카르타폴로프는 국가두마에 그의 위원회가 우크라이나 내 미국 생물학 연구소 활동에 대한 조사 결과를 발표했다.
2023년 7월, 카르타폴로프는 "전시에 국경을 경비할" 지역 군사 회사를 설립하는 새로운 법안을 담당했다. 이 법안은 2024년 1월 1일에 발효될 예정이다.
카르타폴로프는 2024년 봄 국방부 대대적인 정리 작업 가운데 세르게이 쇼이구 국방장관을 해임하기로 한 푸틴의 결정을 칭찬하며 "대통령은 인사에 있어 실수를 하지 않는다"고 말했다.
2024년 6월 24일, 카르타폴로프는 러시아가 핵무기 사용 교리를 변경하여 지휘 체계를 단축하고 배치를 가속화할 수 있다고 경고했다. 이는 푸틴의 이전 발표와 같은 맥락이다.
2024년 7월 말, 국가두마는 러시아 군인이 스마트 기기를 소유하는 것을 징계 위반으로 규정하는 법안을 통과시켰으며, 이 법안은 푸틴 대통령의 서명이 있어야 발효된다. 이 법안 초안은 의회 국방위원회 위원장 안드레이 카르타폴로프가 발의했다. 이 법안은 러시아 군인이 인터넷에 연결되고, 위치 정보를 추적하며, 사진을 찍거나 오디오/비디오 녹화를 할 수 있는 기기 사용을 금지한다. 두마 의원들은 러시아 군인들이 통신 및 드론 제어를 위해 스마트 기기를 사용하기 때문에 이 법에 대해 논의했다. 그러나 안드레이 카르타폴로프는 전면적인 금지만이 "러시아 군대를 인터넷의 나쁜 영향으로부터 보호할" 유일한 방법이라고 말했다.

### 제재
카르타폴로프는 2015년 러시아-우크라이나 전쟁에서의 역할로 영국 정부에 의해 제재를 받았다.
2015년 2월 16일, 유럽 연합은 그를 자산이 EU에서 동결되고 비자 제한이 도입된 제재 대상 목록에 포함시켰다.
그는 러시아의 우크라이나 침공에 대한 대응으로 2022년 3월 24일 미국 재무부에 의해 제재를 받은 국가두마 의원 중 한 명이다.

## 논란

### MH17 격추 관여 혐의
2014년 7월 17일, 비공식 외국 전문가들에 따르면 러시아 방공군 제53대공미사일여단의 부크-M1 미사일이 우크라이나 영공에서 말레이시아 항공 소속 보잉 777기를 격추하여 298명이 사망했다. 재난을 조사하는 비공식 국제 연구 그룹에 따르면 부크-M1 시설은 2014년 6월 비밀리에 우크라이나로 이전되었다. 제53대공미사일여단은 서부군관구 소속이며, 당시 카르타폴로프는 서부군관구 참모장이었다. 따라서 전문가들에 따르면 그의 부하들에 의한 대공 시스템의 우크라이나 영토 이전과 영공 내 공중 목표물 공격은 그의 지식과 명령에 따라 이루어졌다.
2014년 7월 21일, 카르타폴로프는 국방부 기자 회견에 참석하여 국방부의 레이더 감시 수단이 추락 직전 우크라이나군 Su-25 항공기가 말레이시아 보잉기에서 3-5km 거리를 비행했다고 기록했다고 말했다. 벨링캣 웹사이트에 게시된 성명에 따르면, 국제 전문가들이 수행한 조사는 카르타폴로프가 제공한 데이터가 의도적으로 조작되었으며 추락 당일 보잉기 근처에 우크라이나 군용기가 기록되지 않았다는 것을 보여주었다. 국방부는 이러한 결론이 억지라고 선언했다.
2016년 9월 26일, 러시아 국방부 브리핑에서 리아노조프스키 전자 기계 공장 연구 생산 협회 부수석 디자이너 빅토르 메셰랴코프는 우테스 T 레이더 단지가 말레이시아 항공기 근처에 제3자 공중 물체가 없음을 보여주었다고 말했다. 이 성명은 국방부 공식 대변인 이고리 코나셴코프 소장과 항공우주군 전파 기술 부대장 안드레이 코반 소장이 참석한 자리에서 이루어졌다. 이 정보는 2년 전 카르타폴로프의 성명에 대한 실제적인 반박이다.